# Distretto di Kaipara
Il distretto di Kaipara è un'autorità territoriale della Nuova Zelanda che si trova entro i confini della regione di Northland, nell'Isola del Nord.

## Geografia fisica
Il distretto si trova nelle basse colline che sovrastano le coste settentrionali di Kaipara Harbour, un ampio porto naturale che si apre sul Mar di Tasman.
Il distretto, di forma vagamente triangolare, è praticamente tagliato in due dal Wairoa River e dai suoi affluenti, che sfociano nella parte settentrionale del Kaipara Harbour.

## Popolazione
Del distretto fanno parte le città di Dargaville, Maungaturoto e Kaiwaka, oltre alle zone rurali che le circondano. La sede del Consiglio distrettuale è Dargaville, la maggiore città di Kaipara con 4 450 abitanti.
La popolazione preferisce vivere in piccoli insediamenti rurali piuttosto che in zone inurbate. L'area intorno a Dargaville è famosa fra i neozelandesi per l'alta percentuale di residenti di origini dalmate. La grande città più vicina è Whangarei, 45 chilometri a nord di Dargaville.
A Dargaville si tiene ogni anno un 'Festival dell'arte e dell'artigianato' organizzato dal Rotary club locale.